# The Spandrels of San Marco and the Panglossian Paradigm
The Spandrels of San Marco and the Panglossian Paradigm: A Critique of the Adaptationist Programme (littéralement Les écoinçons de Saint-Marc et le paradigme panglossien : une critique du programme adaptationniste), également connu sous le nom de publication Spandrels  est un article de Stephen Jay Gould et Richard Lewontin, biologistes de l'évolution, publié à l'origine dans la revue scientifique Proceedings of the Royal Society B: Biological Sciences en 1979. Cet article critique l'école de pensée adaptationniste, qui prévalait à l'époque en biologie de l'évolution, en utilisant deux métaphores : celle des écoinçons de la basilique Saint-Marc, une cathédrale de Venise, et celle du personnage fictif Pangloss du roman court Candide de Voltaire. Le document a été le premier à utiliser le terme architectural écoinçon dans un contexte biologique.

## Contexte

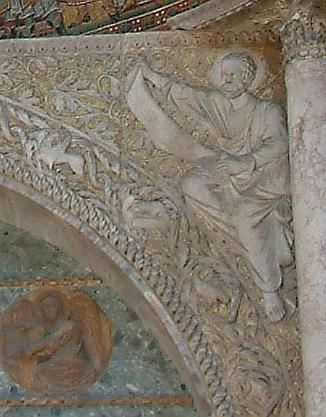
Les écoinçons de la basilique Saint-Marc qui ont inspiré l'une des principales métaphores de l'article.

L'article a été écrit en 1978, et cette année-là Gould l’a présenté au cours d'une conférence à la Royal Society. Il avait visité la cathédrale Saint-Marc peu de temps avant d'écrire la publication. Le document publié répertorie Gould et Lewontin comme auteurs, cependant, dans une interview de 2015, Lewontin a déclaré que Gould avait écrit la majorité de l'article et que lui-même n'y avait apporté qu'une « contribution moindre ».

## Style
Gould lui-même a qualifié le document de tribune libre, car, contrairement à la plupart des articles scientifiques, il n’était pas fondé sur une revue de la littérature (review en anglais) ni sur des données empiriques. Il était écrit dans un style littéraire et provocateur qui était inhabituel, même comparé à celui de la plupart des autres tribunes libres. David Queller a décrit la publication comme « une tribune d'opinion, une polémique, un manifeste et un chef-d'œuvre de rhétorique ».

## Arguments
Dans la publication Spandrels, Gould et Lewontin affirment que le motif en mosaïque des écoinçons de la basilique Saint-Marc est « si élaboré, harmonieux et utile que nous sommes tentés de le considérer comme le point de départ de toute analyse, comme la cause, dans un certain sens, de l'architecture environnante ». Ils prétendent ensuite que cela serait inapproprié, car les écoinçons sont eux-mêmes une contrainte architecturale qui « fournit un espace dans lequel les mosaïstes ont travaillé ». L'article fait une analogie entre ces écoinçons et les contraintes évolutives des organismes vivants, et la nécessité de faire la distinction entre la fonction actuelle d'un caractère et la raison pour laquelle il a évolué. Il compare également la perspective adaptationniste à celle de Dr Pangloss, un personnage de Candide de Voltaire, qui croyait que le monde dans lequel il vivait était le meilleur possible. Ce point de vue s'incarne dans la déclaration de Pangloss selon laquelle « Tout est fait pour la meilleure utilisation possible. Notre nez ont été faits pour porter des lunettes, nous avons donc des lunettes. Les jambes étaient clairement destinées aux haut-de-chausses et nous en portons. ». Le document Spandrels critique également les adaptationnistes pour ne pas avoir développé des méthodes suffisamment rigoureuses pour tester leurs hypothèses.

## Impact
Spandrels s'est avéré très influent et controversé depuis sa première publication. Gerald Borgia de l'Université du Maryland a décrit le document comme « l'un des documents les plus connus et les plus factuels en biologie de l'évolution des 50 dernières années ». De même, David Sloan Wilson l'a qualifié de « l'un des travaux les plus influents dans le domaine de la biologie de l'évolution ». On lui attribue parfois le mérite d'avoir lancé le débat sur la validité de l'adaptationnisme dans la biologie évolutionniste moderne, bien que cette affirmation soit contestée par d'autres chercheurs. Le document a également inspiré un livre, Understanding Scientific Prose (littéralement Comprendre la Prose Scientifique), qui a été publié en 1993. Le livre se compose de quatorze examens de l'article original de 1979 menés par des experts issus de divers domaines, suivis d'un chapitre-réponse écrit par Gould. D'après Massimo Pigliucci et Jonathan Kaplan, « Après la publication Spandrels, les évolutionnistes se montraient plus prudents dans la production de just-so stories basées sur la sélection, et ont accordé une plus grande attention à une panoplie d'autres processus. » En 2009, Rasmus Nielsen a écrit que la publication « avait fondamentalement changé le discours sur la biologie de l'évolution ».

## Réactions
Ernst Mayr a fait valoir que les critiques formulées par Gould et Lewontin dans Spandrels étaient valables, mais que les problèmes identifiés relevaient d’erreurs dans l’exécution du programme adaptationniste, telles que des perspectives excessivement atomistes et déterministes, plutôt que des failles du système adaptationniste en lui-même. John Maynard Smith pensait que, dans l'ensemble, « leur article a eu un effet salutaire. […] Leurs critiques nous ont forcés à mettre de l'ordre dans nos actes et à fournir des preuves de nos théories. Mais l'adaptationnisme reste au cœur de la pensée biologique. ». Dans son compte rendu de Understanding Scientific Prose, Tim Radford écrit que le document Spandrels était « inhabituel, car un non-scientifique peut comprendre exactement ce qui est dit et le lire en entier sans s'endormir, alors que dans le même temps des vétérans et leaders mondiaux en théorie évolutionniste peuvent le lire et apparemment faire de l'apoplexie. » Sandra Mitchell soutient que les arguments du document concernant l'adaptationnisme peuvent être interprétés de trois manières différentes : soit les hypothèses adaptationnistes doivent être rigoureusement testées avant d'être acceptées, soit les explications pluralistes de phénomènes biologiques doivent être largement acceptées en même temps que les explications adaptationnistes, soit enfin les explications non adaptationnistes sont objectivement préférables aux explications adaptationnistes.
Gould et Lewontin ont défini le terme écoinçon en biologie comme une contrainte sur l'évolution d'un organisme. Cependant, Alasdair Houston a suggéré par la suite qu'un autre terme architectural, pendentif, pourrait être une description plus précise de ces contraintes. Dans son livre Darwin's Dangerous Idea (littéralement L'idée dangereuse de Darwin), Daniel Dennett a également critiqué la métaphore des écoinçons de Gould et de Lewontin pour la même raison, ajoutant que « les écoinçons de Saint-Marc ne sont pas des écoinçons même au sens large de Gould. Ce sont des adaptations choisies à partir d'un ensemble d’alternatives équipossibles pour des raisons essentiellement esthétiques... » Cette critique a elle-même été critiquée par Robert Mark, qui a affirmé que « la mauvaise application par Gould et Lewontin du terme écoinçon pour pendentif implique peut-être une plus grande latitude de choix de conception que celle voulue pour leur analogie. Mais la critique par Dennett de la base architecturale de l’analogie va encore plus loin en ce sens qu’elle réfute la logique technique des éléments architecturaux en question. ». Certains défenseurs de la perspective adaptationniste ont développé "l'adaptationnisme explicatif" en réponse à certains des arguments avancés dans le document. L'adaptationisme explicatif soutient que l'adaptation, bien que peu commune, a toujours une importance unique dans le processus évolutif.
Steven Pinker a critiqué Gould et Lewontin pour avoir repris un argument de George Williams en faveur de l’importance des caractéristiques non adaptatives sans l'en accréditer. Gould a répondu que l'accusation de Pinker était « grave et fausse », écrivant : « J'aime le livre de Williams et le cite fréquemment — mais pas dans la publication "Spandrels" parce que ni lui, ni moi, ni personne d'autre au cours de notre siècle n'a inventé l'idée. Le concept a toujours fait partie de la théorie de l'évolution. »  Richard Dawkins a qualifié le document de « surestimé ». Gerald Borgia a également critiqué la publication, arguant que « son ton impitoyable et son utilisation de l'hyperbole visent à susciter l'émotion plutôt qu'encourager un débat raisonné ». Selon Tim Lewens, « l'un des enseignements les plus significatifs du document "Spandrels" concerne l'importance, en biologie évolutive, de la description empirique de ce qui constitue ou non un caractère ».